# Prunus trichostoma
Prunus trichostoma — вид квіткових рослин з родини трояндових (Rosaceae). Ареал охоплює такі країни: Китай.

## Середовище
Росте в альпійських лісах і заростях на висоті від 1000 до 4000 метрів. Основними загрозами для цього виду є вирубка лісів і руйнування середовища існування через перетворення на сільське господарство. У місцевих районах деяким субпопуляціям загрожує забудова доріг і туризм.

## Морфологічний опис
Це дерево від 1.5 до 10 м заввишки.